# Wilhelm Neumann (Chemiker)
Wilhelm Paul Neumann (* 29. Oktober 1926 in Würzburg; † 1. August 1993 in Dortmund) war ein deutscher Chemiker (Organische Chemie). Er war ab 1968 ordentlicher Professor für Organische Chemie an der Universität Dortmund.

## Leben und Wirken
Wilhelm Paul Neumann, Sohn von Margarete Neumann, geborene Bertram, und des Würzburge Pharmakologen und Toxikologen Wilhelm Albert Neumann († 1965), studierte nach dem Wehrdienst im Zweiten Weltkrieg ab 1946 in Würzburg Chemie mit dem Diplom 1950 und der Promotion bei Franz Gottwalt Fischer 1952 zu dem Thema Über die Synthesen von Homopurinen, ihre Ultraviolett-Absorption und Fluoreszenz. Als Assistent am chemischen Institut befasste er sich mit einer neuen Harnsäuresynthese und der Analyse der Gifte unter anderem von Bienen und Klapperschlangen (mit Ernst Habermann). 1955 ging er zu Karl Ziegler an das Max-Planck-Institut für Kohlenforschung in Mülheim an der Ruhr, wo er sich metallorganischer Chemie zuwandte. Schwerpunkte waren hierbei Aluminium- und Zinnverbindungen. 1959 habilitierte er sich an der Universität Gießen zum Thema Über organische Molekülverbindungen von Aluminium-Alkylen und wurde dort im selben Privatdozent bei Fritz Kröhnke und ab 1965 außerplanmäßiger Professor und Abteilungsleiter sowie außerordentlicher Professor am Institut für Organische Chemie. Ab 1968 war Wilhelm Neumann ordentlicher Professor für Organische Chemie an der neu gegründeten Universität Dortmund. 1975/76 war er dort Dekan und 1992 wurde er emeritiert.
Neben metallorganischer Chemie – neben Aluminium- und Zinnverbindungen beschäftigte er sich auch mit Germanium- und Bleiverbindungen – befasste er sich mit der Chemie freier Radikale. 1988 wurde er Fellow der Japan Society for the Promotion of Science. 1987 wurde Neumann Ehrenmitglied der Argentinischen Gesellschaft für Forschung.
Wilhelm P. Neumann war verheiratet mit Gerda Neumann, geborene Deutskens, und hatte drei Kinder.

## Veröffentlichungen (Auswahl)
- Die organische Chemie des Zinns. Enke, Stuttgart 1967.
  - englische Ausgabe: The organic chemistry of tin. Interscience, 1970.
- Zur wachsenden Bedeutung der metallorganischen Chemie. In: Die Naturwissenschaften. Band 55, 1968, S. 553 ff.
- Die organischen Verbindungen von Germanium, Zinn und Blei. In: Die Naturwissenschaften. Band 68, 1981, S. 354 ff.
- Tin for Organic Synthesis. In: Journal of Organometallic Chemistry. Band 437, 1992, S. 23 ff.